# La Toussaint (film)
Pour les articles homonymes, voir Toussaint.
Pour plus de détails, voir Fiche technique et Distribution.
La Toussaint (Zaduszki) est un film polonais de Tadeusz Konwicki sorti en 1961.
Comme Le Dernier Jour de l'été du même réalisateur, ce film aborde le problème de la génération « paralysée par la guerre », dont l'émotivité a été complètement façonnée par la guerre et qui a du mal à établir des relations affectives normales après la fin de celle-ci. Cependant, contrairement à son précédent effort, La Toussaint est animé par des éléments d'intrigue et de dialogue plus conventionnels qui vont au-delà du cinéma expérimental.

## Synopsis
Pendant le week-end, Michał et Wala séjournent dans un hôtel dans une petite ville. Michał a eu une relation avec deux femmes pendant la guerre. L'une d'elles était une lieutenante militaire et l'autre une infirmière. Wala, quant à lui, était amoureux d'un homme qui a été tué par ses collègues lorsqu'il est rentré après la guerre. Tous deux ont vécu un amour manqué, dont le souvenir les hante le jour de la Toussaint. Par peur de la solitude, ils décident de rester ensemble, bien qu'ils aient peur de s'engager plus profondément.

## Fiche technique
- Titre original : Zaduszki
- Titre français : La Toussaint
- Titre anglais : All Souls' Day
- Réalisation : Tadeusz Konwicki
- Scénario : Tadeusz Konwicki
- Décors : Jaroslaw Switoniak
- Costumes : Marian Kolodziej
- Photographie : Kurt Weber
- Son : Stanisław Piotrowski
- Montage : Krystyna Komosińska et Wiesława Otocka
- Musique : Stanisław Piotrowski
- Société de production : Filmowe Kadr
- Pays :  Pologne
- Langue : polonais
- Format : Noir et blanc - 35 mm - son mono
- Genre : Drame
- Durée : 97 min
- Dates de sortie :
  - Pologne : 5 décembre 1961

## Distribution
- Ewa Krzyzewska : Wala
- Edmund Fetting : Michał
- Elżbieta Czyżewska : la lieutenante Listek
- Beata Tyszkiewicz : Katarzyna
- Andrzej May : Satyr
- Jadwiga Chojnacka : le propriétaire de l’hôtel
- Włodzimierz Boruński : Goldapfel
- Gustaw Lutkiewicz : Kozak
- Kazimierz Opaliński : Skotnicki
- Aleksander Sewruk : Szary
- Mieczyslaw Voit : Derkacz
- Halina Buyno-Loza : Skotnicka
- Emilia Ziólkowska : la mère de Wala
- Franciszek Pieczka : Heniutek
- Jerzy Kaczmarek : Galecki
- Ryszard Ronczewski : Cichy
- Czesław Piaskowski : un partisan
- Mieczysław Waśkowski : un partisan
- Kazimierz Wilamowski : un partisan
- Mieczysław Loza : un partisan
- Leopold Nowak : un partisan

## Distinctions
- Festival international du film de Mannheim-Heidelberg 1962 : prix spécial du jury